# Байковцы (Волынская область)
Байковцы (укр. Байківці) — село в Голобской поселковой общине Ковельского района Волынской области Украины.
Код КОАТУУ — 0722188402. Население по переписи 2001 года составляет 320 человек. Почтовый индекс — 45074. Телефонный код — 3352. Занимает площадь 0,001 км².

## История
В 1946 году указом ПВС УССР село Вулька-Радошинская переименовано в Байковцы.